# Кидуму, Мантанту
Рауль Мантанту Кидуму (фр. Raoul Muntanu Kidumu; 17 ноября 1946, Бельгийское Конго) — заирский футболист, полузащитник.

## Биография
В 1974 году играл за заирский клуб «Имана» из города Киншаса, который сейчас называется «Мотема Пембе».
Выступал за национальную сборную Заира. Участник пяти Кубков африканских наций (1968, 1970, 1972, 1974 и 1976). Вместе со сборной дважды становился победителем КАФ в 1968 году в Эфиопии и в 1974 году в Египте.
В квалификации на чемпионат мира 1974 года Мантанту Кидуму провёл 8 матчей. В 1974 году главный тренер Заира Благоя Видинич вызвал Мантанту на чемпионат мира, который проходил в ФРГ и стал первым мундиалем для Заира в истории. Кидуму был заявлен под 10 номером. В своей группе команда заняла последнее 4 место, уступив Шотландии, Бразилии и Югославии. Мантанту сыграл во всех трёх матчах.
Всего за сборную Заира провёл 25 матчей и забил 3 гола.

## Достижения
- Победитель Кубка африканских наций (2): 1968, 1974